# Dyschirus duplicatus
Dyschirus duplicatus är en skalbaggsart som beskrevs av Henry Clinton Fall. Dyschirus duplicatus ingår i släktet Dyschirus och familjen jordlöpare. Inga underarter finns listade i Catalogue of Life.